# 苍氓
《苍氓》（日语：／ soubou）,是日本作家石川达三的中篇小说。首次发表于1935年4月《星座》，获得了第一届“芥川龙之介奖”。同年10月，改造社出版了同名的短篇小说集。1939年2月至7月，石川在《长篇文库》里发表了后续的第二部和第三部，从而完成了同名的长篇小说。小说主要描写了被迫流落到巴西的日裔移民的艰苦奋斗历程，以客观的笔触和社会正义感博得了文坛的高度评价。这部小说也在1937年搬上银幕，并在1960年被拍摄成同名电视剧。

## 梗概
第一部主要描写了日本贫农从移民收容所到从神户乘船出过为止的经历。1932年，石川将该作品去参加《改造》杂志的有奖征文比赛，但落选。之后修改后打算在另一部杂志上发表，但该杂志也突然宣布停刊。1935年4月，由新早稲田文学同人创立的同人刊物《星座》的总编擅自决定，在石川不知情的情况下发表了这部小说，结果一炮打响，在8月份就获得了第一届“芥川奖”的荣誉。1930年,石川也作为巴西移民乘船出国，他将自己的见闻写入了小说，书名中的“氓”就是庶民的意思。获奖后的石川一跃成名。同年10月，他将三部短篇小说合集出版，书名就是《苍氓》。此后三笠书房出版的杂志《长篇文库》上，他从1939年2月起至4月又连续发表了《南海航路》，7月再发表第三部《无声的民众》。同年，《苍氓三部曲》由新潮社出版发行，1951年又收入新潮文库。
后两部作品描写了远洋海轮内的经历以及到达巴西后的移民生活。书中的移民们决定在巴西终老一生，但石川仅在巴西居住了半年左右就回国了。
1937年，导演熊谷久虎将该作品拍摄成电影。

## 同名电影
1937年2月18日公映。制片公司为日活。
- 导演：熊谷久虎
- 编剧：倉田文人

## 脚注
1. ↑  守屋貴嗣. . 『異文化 論文編』 (法政大学国際文化学部). 2011-04, 12: 133–156. ISSN 1349-3256. doi:10.15002/00007179. NAID 120003056580 （日语）.
2. ↑  氓白水社中国語辞典